# Dutch Charts

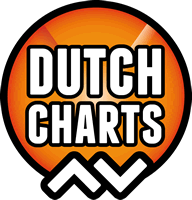
Logo Dutch Charts

A Dutch Charts (korábban MegaCharts 2008 januárig, GfK Dutch Charts 2014-ig) szervezet felelős a különböző hollandiai slágerlisták összegyűjtéséért, rendszerezéséért és publikálásáért.

## Aktuális listák
2019-től az alábbi listákat kezelik:
Kislemezek és dalok
- Single Top 100
- Single Tip 30
- Nationale Airplay Top 50

Albumok
- Album Top 100
- Compilation Top 30
- Vinyl 33

## Korábbi listák
Kislemezek és dalok:
- Mega Top 50
- Single Top 100
- Tipparade[1]
- Mega Dance Top 30
- Mega Airplay Top 50

Albumok:
- Mega Album Top 100
- Mega Compilation Top 30 -- aka Mega Verzamelalbum Top 30
- Backcatalogue Top 50
- Scherpe Rand van Platenland -- Chart of non-mainstream songs

DVD/egyéb:
- Music DVD Top 30
- Film DVD Top 30
- Game Top 10

## Fordítás
Ez a szócikk részben vagy egészben  a   Dutch Charts című holland Wikipédia-szócikk fordításán alapul.  Az eredeti cikk szerkesztőit annak laptörténete sorolja fel. Ez a jelzés csupán a megfogalmazás eredetét és a szerzői jogokat jelzi, nem szolgál a cikkben szereplő információk forrásmegjelöléseként.